# Футанарі

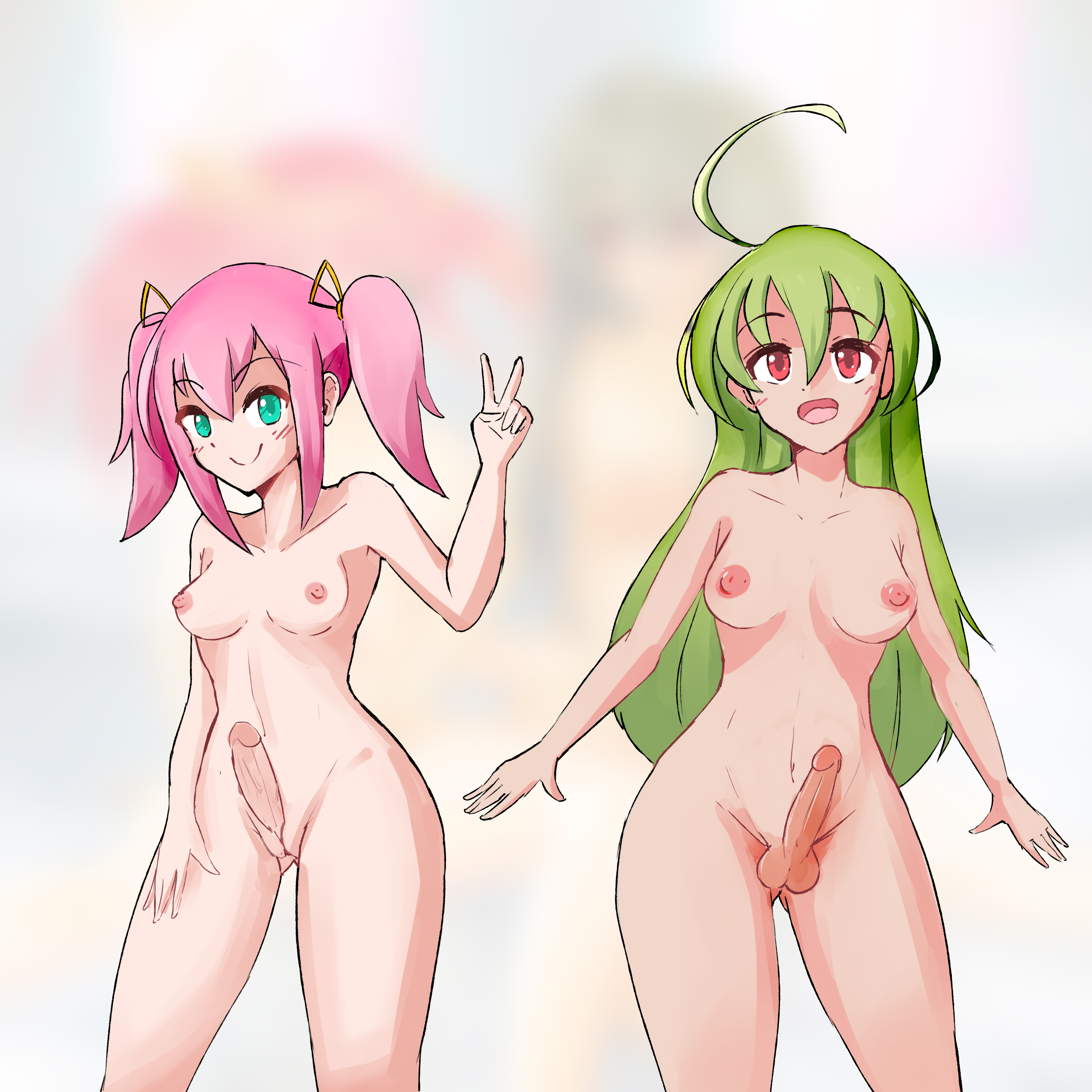
Приклад двох футанарі

Футана́рі (яп. 二成, 二形; ふたなり) — піджанр і тип персонажів у аніме та манзі жанру хентай. Для позначення персонажів-футанарі в деяких випадках також використовуються терміни інтерсекс людина, dickgirl та shemale (останні два також використовуються у відношенні MtF трансгендерних жінок).
Спочатку в японській мові «футанарі» називали будь-якого персонажа або реальну особу, яка мала чоловічі та жіночі риси. Це змінилося в 1990-х роках, коли мальовані персонажі стали більш популярними в аніме та манзі. Футанарі зображує інтерсекс людей або інших людей, що володіють жіночою будовою тіла, доповненим органами, що являють собою (або нагадують) пеніси або збільшені клітори — переважно в поєднанні з жіночими статевими органами або без них. Термін охоплює також людей з обома наборами статевих органів та з чоловічою будовою тіла, але такі персонажі поширені менше.

## Етимологія
Точне походження цього слова невідоме, проте в китайській мові ієрогліфи, які по-японськи читаються «футанарі», існували вже за часів правління династії Мін (1368-1644). Китайською 二形 (піньїнь: èr xíng) дослівно означає «дві форми».

## Опис
«Фута», як часто називають цих персонажів, діляться на кілька категорій:
- Персонаж зображується з жіночими та чоловічими статевими органами одночасно (пеніс знаходиться вище клітора або на його місці, яєчка знаходяться вище клітора і піхви або знаходяться всередині тіла). Пеніс може бути візуально помітний весь час або проявлятися лише в ерегованому стані.
- Збільшений або гіпертрофований клітор, без чоловічих статевих органів як таких.
- Ті, що мають яскраво виражені жіночі вторинні ознаки, але замість жіночих статевих органів — чоловічі.

Художники зазвичай використовують у своїй творчості тільки одну з «форм» футанарі залежно від особистих уподобань.
Футанарі часто зображуються з різними партнерами, зазвичай із жінками або з іншими футанарі, рідше — з чоловіками (оскільки хентай у принципі орієнтований на чоловічу аудиторію). У деяких випадках футанарі зображуються з пенісом і яєчками, що виросли до неймовірних, неможливих розмірів.
Персонажі-футанарі зустрічаються в Angel Blade, Ogenki Clinic, Parade Parade, La Blue Girl, Bible Black, Stainless Night, Boku no Futatsu no Tsubasa. В Японії публікується низка спеціалізованих хентай-антологій манґи: Futanarikko High! компанії Mediax, Futanarikko Lovers видавництва Issuisha, Futanarikko no Sekai видавництва Akane Shinsha.